# Ana Durłowski
Ana Durłowski (mac. Ана Дурловски, ur. 20 lipca 1978 w Sztipie) – północnomacedońska śpiewaczka operowa, sopran koloraturowy.

## Kariera artystyczna
W latach 1997–2001 studiowała na Wydziale Muzycznym Uniwersytetu Świętych Cyryla i Metodego w Skopju. Jej debiutem scenicznym była rola Łucji z opery Gateano Donizettiego Lucia di Lammermoor na deskach Macedońskiej Opery w Skopju. Następnie występowała w Belgradzie, Sarajewie, Tiranie and Zagrzebiu
W 2006 zadebiutowała w Operze Wiedeńskiej jako Królowa Nocy w Czarodziejskim flecie Mozarta. Rolę tę wykonywała również w takich teatrach operowych jak Bavarian State Opera, Berlin State Opera oraz Deutsche Oper Berlin.
W latach 2006–2011 związała się z zespołem Staatstheater Mainz, wykonując rolę Łucji, Sophie z Kawalera srebrnej róży Richarda Straussa, Musetty z Cyganerii Pucciniego oraz tytułową rolę z Manon Masseneta. W tym czasie występowała również gościnnie w Operze Wiedeńskiej, Bawarskiej Operze Państwowej w Monachium, we Frankfurcie i w Berlinie. Wśród innych jej ról wymienić można takie, jak Donna Anna w operze Don Giovanni, Adere w Zemście nietoperza, Gilda w Rigoletto, Rosina w Cyruliku sewilskim.
W 2011 śpiewaczka dołączyła do zespołu Staatsoper Stuttgart. Tutaj w 2012 z pozytywnym oddźwiękiem krytyków oraz publiczności spotkała się jej interpretacja tytułowej roli w Lunatyczce. Innymi ważniejszymi rolami w tym okresie były: Morgana (Alcina), Szaleństwo (Platée), siostra Konstancja (Dialogi karmelitanek), Zerbinetta (Ariadna na Naksos), Violetta (Traviata), Olimpia (Opowieści Hoffmanna), Elvira (Purytanie) i Norina (Don Pasquale). Również w 2011 wystąpiła w Moskwie na koncercie galowym z Moskiewską Orkiestrą Symfoniczną.
Zaproszona do Madrytu, wykonywała rolę Rosiny (Cyrulik sewilski), Olimpii oraz Królowej Nocy. Właśnie jako Królowa Nocy zadebiutowała w 2014 r. w Metropolitan Opera w Nowym Jorku, zaś kolejne występy w tej roli odbywały się w Monachium (2014, 2015), Baden-Baden, Madrycie, Dreznie i na Bregenzer Festspiele w Bregencji.
Następnymi występami śpiewaczki były: Głos leśnego ptaszka z opery Zygfryd (w 2016 i 2017 r. na Bayreuther Festspiele), Ginevra z Ariodante (Oper Stuttgart, 2017), Marguerite de Valois z Les Huguenots Giacomo Meyerbeera (Grand Théâtre de Genève, 2020) oraz tytułowa rola w operze Alcina (Opéra National du Rhin, 2021).
W 2015 otrzymała honorowy tytuł Narodowego Artystki Republiki Macedonii.
W 2019 wraz z mężem Igorem Durłowskim (który również jest śpiewakiem operowym – bas) założyła Akademię Sztuk Wokalnych ДУРЛОВСКИ.